# Воском (Техас)
Воском (англ. Waskom) — місто (англ. city) в США, в окрузі Гаррісон штату Техас. Населення — 1910 осіб (2020).

## Географія
Воском розташований за координатами 32°28′36″ пн. ш. 94°3′52″ зх. д. / 32.47667° пн. ш. 94.06444° зх. д. (32.476635, -94.064563).  За даними Бюро перепису населення США в 2010 році місто мало площу 6,95 км², уся площа — суходіл.

## Демографія
Згідно з переписом 2010 року, у місті мешкало 2160 осіб у 813 домогосподарствах у складі 561 родини. Густота населення становила 311 осіб/км².  Було 906 помешкань (130/км²).
Расовий склад населення:
| - 69,8 % — білих - 13,3 % — чорних або афроамериканців - 0,9 % — корінних американців - 0,2 % — азіатів - 13,6 % — осіб інших рас |

До двох чи більше рас належало 2,2 %. Частка іспаномовних становила 19,6 % від усіх жителів.
За віковим діапазоном населення розподілялося таким чином: 27,4 % — особи молодші 18 років, 60,8 % — особи у віці 18—64 років, 11,8 % — особи у віці 65 років та старші. Медіана віку мешканця становила 34,9 року. На 100 осіб жіночої статі у місті припадало 100,7 чоловіків;  на 100 жінок у віці від 18 років та старших — 95,5 чоловіків також старших 18 років.
Середній дохід на одне домашнє господарство  становив 48 121 долар США (медіана — 34 722), а середній дохід на одну сім'ю — 49 038 доларів (медіана — 38 214). Медіана доходів становила 33 000 доларів для чоловіків та 26 985 доларів для жінок. За межею бідності перебувало 21,8 % осіб, у тому числі 35,0 % дітей у віці до 18 років та 3,3 % осіб у віці 65 років та старших.
Цивільне працевлаштоване населення становило 825 осіб. Основні галузі зайнятості: освіта, охорона здоров'я та соціальна допомога — 17,3 %, роздрібна торгівля — 16,6 %, будівництво — 12,8 %, виробництво — 10,4 %.